# Commissione parlamentare per le questioni regionali
La Commissione parlamentare per le questioni regionali è una commissione parlamentare direttamente prevista dalla Costituzione italiana (art. 126). L'organismo ha natura bicamerale e, per espressa previsione costituzionale, deve essere consultato allorché debbano essere disposti lo scioglimento del Consiglio regionale o la rimozione del presidente della Giunta regionale nel caso in cui abbiano compiuto atti contrari alla Costituzione o gravi violazioni di legge. La legge ordinaria e i regolamenti parlamentari hanno attribuito alla Commissione parlamentare per le questioni regionali numerose competenze di carattere consultivo, nei confronti di Governo e Parlamento, nell'esercizio del potere, rispettivamente, esecutivo e legislativo nelle materie di rilevanza regionale. La Commissione ha funzione consultiva, di controllo e di informazione.

## Composizione
La Commissione parlamentare per le questioni regionali è operativa dal 1953, inizialmente composta da quindici deputati e quindici senatori. Nel 1970, in seguito all'entrata in funzione delle regioni a statuto ordinario, il numero dei componenti venne innalzato a quaranta, mantenendo inalterata la proporzione tra deputati e senatori.
I venti deputati e i venti senatori sono designati dalle rispettive Camere con criteri di proporzionalità. Una volta nominati, i componenti della commissione mantengono la carica sino al termine della legislatura.
In seguito alla costituzione, la Commissione elegge, scegliendo tra i propri membri, un presidente, due vicepresidenti e due segretari.

### Integrazione
L'art. 11 della legge costituzionale n. 3/2001, popolarmente approvata tramite il referendum confermativo del 7 ottobre 2001, prevede la possibilità (non ancora sfruttata) per i regolamenti parlamentari di disporre l'integrazione della Commissione con rappresentanti delle Regioni, delle Province autonome e degli enti locali.

## Funzionamento
Ai membri della Commissione è fatto divieto di partecipare alle sedute in cui siano discusse questioni della Regione nei cui collegi siano stati eletti.
La ratio di questa incompatibilità è individuabile nell'intenzione del legislatore di evitare il più possibile i conflitti di interesse. La legge vuole evitare che il parlamentare possa essere indotto ad avvantaggiare la propria regione o, comunque, a tenere in considerazione interessi particolaristici. Ciò in ragione del fatto che il parlamentare potrebbe orientare il proprio convincimento in vista di un futuro esito elettorale.
Nel caso in cui si verifichi tale incompatibilità, il componente della Commissione viene di volta in volta sostituito da un altro parlamentare all'uopo designato dai presidenti delle rispettive Camere.

## Presidenti
| N° | Presidente     | Presidente    | Presidente                                 | Carica       | Partito                                                                               | Mandato           | Mandato           | Legislatura  |
| N° | Presidente     | Presidente    | Presidente                                 | Carica       | Partito                                                                               | Inizio            | Fine              | Legislatura  |
| -- | -------------- | ------------- | ------------------------------------------ | ------------ | ------------------------------------------------------------------------------------- | ----------------- | ----------------- | ------------ |
| 1  | Non previsto   | Non previsto  | Non previsto                               | Non previsto | Non previsto                                                                          | 4 luglio 1966     | 4 giugno 1968     | IV (1963)    |
| 2  |                |               | Giorgio Oliva (1908–2001)                  | Senatore     | Democrazia Cristiana                                                                  | 26 luglio 1968    | 24 maggio 1972    | V (1968)     |
| 2  | 30 maggio 1972 | 4 luglio 1976 | Giorgio Oliva (1908–2001)                  | Senatore     | Democrazia Cristiana                                                                  | VI (1972)         |                   |              |
| 3  |                |               | Guido Fanti (1925–2012)                    | Deputato     | Partito Comunista Italiano                                                            | 5 agosto 1976     | 19 giugno 1979    | VII (1976)   |
| 4  |                |               | Enzo Modica (1923–1989)                    | Senatore     | Partito Comunista Italiano                                                            | 7 agosto 1979     | 11 luglio 1983    | VIII (1979)  |
| 5  |                |               | Armando Cossutta (1926–2015)               | Senatore     | Partito Comunista Italiano                                                            | 26 ottobre 1983   | 1 luglio 1987     | IX (1983)    |
| 6  |                |               | Augusto Barbera (1938–)                    | Deputato     | Partito Comunista Italiano (1987-1991) Partito Democratico della Sinistra (1991-1992) | 23 ottobre 1987   | 22 aprile 1992    | X (1987)     |
| 7  |                |               | Luciano Guerzoni (1935–2017)               | Senatore     | Partito Democratico della Sinistra                                                    | 7 settembre 1992  | 14 aprile 1994    | XI (1992)    |
| 8  |                |               | Pietro Fontanini (1952–)                   | Senatore     | Lega Nord                                                                             | 13 settembre 1994 | 8 maggio 1996     | XII (1994)   |
| 9  |                |               | Mario Pepe (1941–)                         | Deputato     | Partito Popolare Italiano                                                             | 30 aprile 1997    | 29 maggio 2001    | XIII (1996)  |
| 10 |                |               | Maria Elisabetta Alberti Casellati (1946–) | Senatore     | Forza Italia                                                                          | 12 luglio 2001    | 10 luglio 2002    | XIV (2001)   |
| 11 |                |               | Carlo Vizzini (1947–)                      | Senatore     | Forza Italia                                                                          | 23 luglio 2002    | 27 aprile 2006    | XIV (2001)   |
| 12 |                |               | Leoluca Orlando (1947–)                    | Deputato     | Italia dei Valori                                                                     | 25 ottobre 2006   | 28 aprile 2008    | XV (2006)    |
| 13 |                |               | Davide Carlo Caparini (1966–)              | Deputato     | Lega Nord                                                                             | 19 giugno 2008    | 14 marzo 2013     | XVI (2008)   |
| 14 |                |               | Renato Balduzzi (1955–)                    | Deputato     | Scelta Civica                                                                         | 1 agosto 2013     | 26 settembre 2014 | XVII (2013)  |
| 15 |                |               | Gianpiero D'Alia (1966–)                   | Deputato     | Unione di Centro (2015-2016) Centristi per l'Europa (2017-2018)                       | 8 gennaio 2015    | 22 marzo 2018     | XVII (2013)  |
| 16 |                |               | Emanuela Corda (1974–)                     | Deputato     | Movimento 5 Stelle (2019-2021) Alternativa (dal 2021)                                 | 18 dicembre 2019  | 12 ottobre 2022   | XVIII (2018) |
| 17 |                |               | Francesco Silvestro (1971–)                | Senatore     | Forza Italia                                                                          | 13 settembre 2023 | in carica         | XIX (2022)   |